# フェナセン
フェナセン(Phenacene)は、融合した芳香族環を持つ有機化合物の一分類である。これらは多環芳香族炭化水素であり、融合環の配置の異なるアセンやヘリセンに関連する。
| [n]フェナセン | 一般名     | 構造 |
| ------------- | ---------- | ---- |
| [4]フェナセン | クリセン   |      |
| [5]フェナセン | ピセン     |      |
| [6]フェナセン | フルミネン |      |
| [7]フェナセン |            |      |

## 有機電子材料との関係
拡張Π共役系を持つ芳香族化合物は、有機電子工学での利用可能性から注目を集めている。学術的な興味から、ペンタセンは、薄膜有機電界効果トランジスタ(OFET)の活性層に広く用いられている。ペンタセンOFETの主な欠点は、光や空気に晒されると分解することである。一方、[n]アセンの異性体の[n]フェナセンは、ベンゼン環がジグザグに融合した安定な化合物として知られる。発色材料や半導体、超伝導体材料に繋がる電子工学応用に向けた[n]フェナセン誘導体の合成に興味が持たれている。
ピセン（[5]フェナセン）は、μの値が5 cm2-V-1-s-1と非常に高い超高電界効果移動を持つ高性能p-チャネルOFETの活性層となりうる。[7]フェナセンFETは、μの値が0.75 cm2-V-1-s-1の効果移動を示し、空気に影響されない。さらに、カリウム及びルビジウムを添加したピセンは、最高臨界温度𝑇𝑐∼18 Kの超伝導効果を示す。そのため、[n]フェナセンとその誘導体は、将来のOFET、有機エレクトロルミネッセンス、有機太陽電池等の高性能電子デバイスの将来の製造過程において重要な役割を果たす。置換ピセンは、OFETの活性層の役割も果たす。